# Urticales
Urticales är en föråldrad ordning av växter. Den ingick i underklassen Hamamelidae och innehöll följande familjer:
- Hampväxter (Cannabaceae)
- Barbeyaceae
- Cecropiaceae
- Moraceae
- Ulmaceae
- Urticaceae